# Arrhinactia cylindrica
Arrhinactia cylindrica là một loài ruồi trong họ Tachinidae.